# Marlijn Binnendijk
Marlijn Binnendijk (Zuid-Scharwoude, 12 mei 1986) is een Nederlands voormalig wielrenster. Binnendijk behaalde in 2003 de Europese titel op de achtervolging bij de junior dames. In 2004 won ze de wereldtitel in dezelfde categorie.
Binnendijks beste prestatie op de weg was het winnen van het Nederlands kampioenschap in 2007.
Nadat Binnendijk haar carrière in 2010 beëindigde, werd ze actief als sportinstructrice bij Mom in Balance.

## Belangrijkste resultaten

### baan
2003
- Europeeskampioenschap, achtervolging, Junioren vrouwen
- Wereldkampioen, achtervolging, Junioren vrouwen

2004
- Wereldkampioen, achtervolging, Junioren vrouwen
- Nederlands Kampioenschap, 500 m, Elite
- Nederlands Kampioenschap, achtervolging, Elite
- Nederlands Kampioenschap, puntenkoers, Elite

2005
- 1e Wereldbeker Sydney, Achtervolging
- Nederlands Kampioenschap, achtervolging, Elite
- Nederlands Kampioenschap, puntenkoers, Elite
- Nederlands Kampioenschap, Scratch, Elite

2006
- Europeeskampioenschap, puntenkoers, onder 23 jaar
- Nederlands Kampioenschap, achtervolging, Elite
- Nederlands Kampioenschap, puntenkoers, Elite
- Nederlands Kampioenschap, Scratch, Elite

2007
- Europeeskampioenschap, puntenkoers, onder 23 jaar
- Nederlands Kampioenschap, puntenkoers, Elite

2008
- 2e in zesdaagse van Rotterdam (met Kirsten Wild)
- 2e Wereldbeker Kopenhagen, ploegenachtervolging (met Yvonne Hijgenaar en Ellen van Dijk)

### weg
2005
- 2e Eindklassement GP Boekel
- 3e in Theo Koomen Plaquette

2006
- 2e in Omloop van de Hoeksche Waard

2007
- 1e Bornem
- 2e in 1e etappe Emakumeen Bira (ploegentijdrit)
- Nederlands kampioen op de weg
- 3e GP Gerrie Knetemann